# Tanyotorthus giganteus
Tanyotorthus giganteus är en stekelart som först beskrevs av Wallace A. Steffan 1955.  Tanyotorthus giganteus ingår i släktet Tanyotorthus och familjen bredlårsteklar. Inga underarter finns listade i Catalogue of Life.